# 트리니다드 토바고 요리

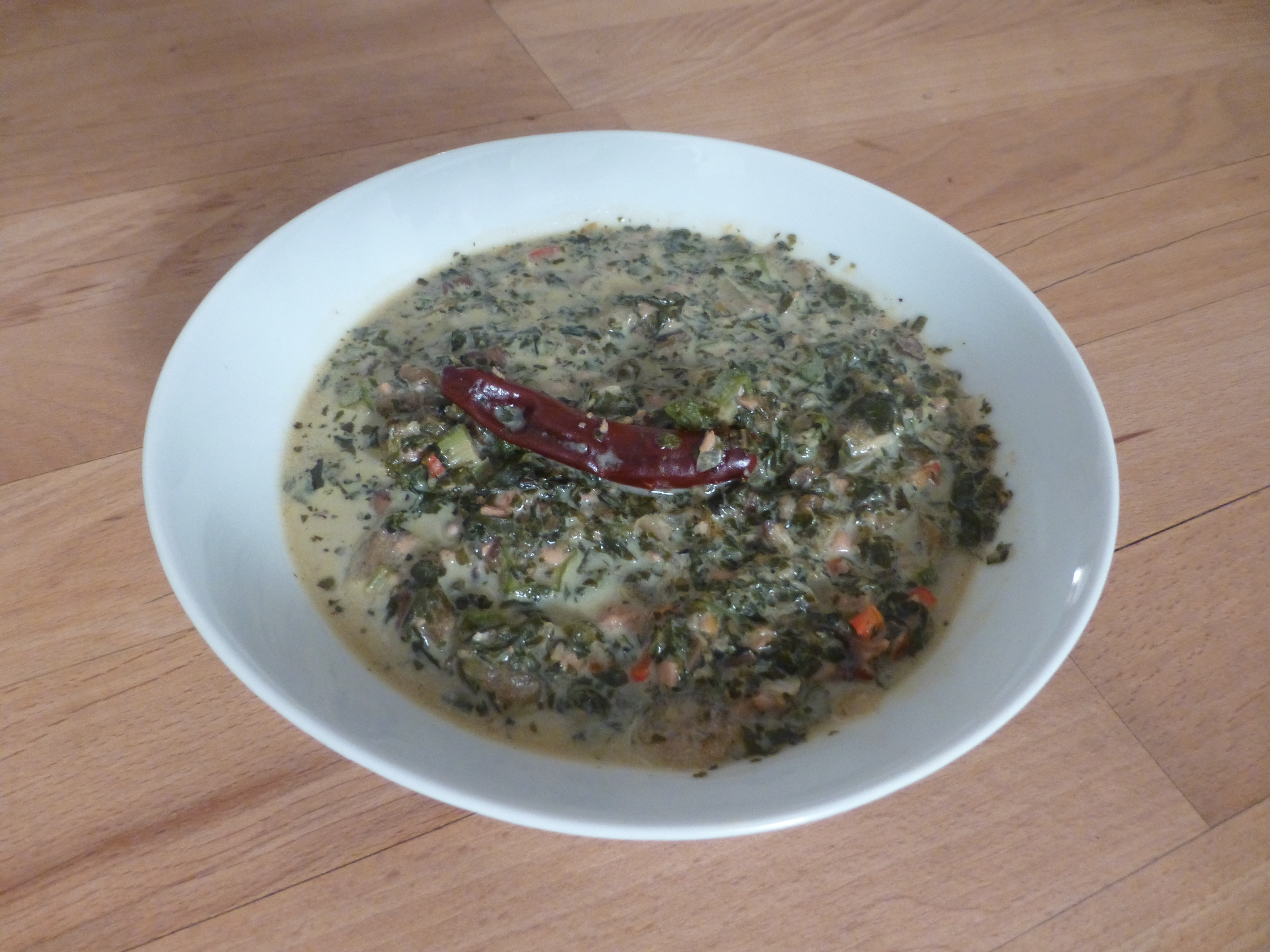
칼랄루

트리니다드 토바고 요리(Trinidad Tobago 料理, 영어: Trinidad and Tobago cuisine 트리니대드 앤드 토베이고 퀴진[*])는 카리브 지역에 있는 트리니다드 토바고의 요리이다.

## 같이 보기
- 카리브 요리